# Pterocallis nigrostriatus
Pterocallis nigrostriatus är en insektsart. Pterocallis nigrostriatus ingår i släktet Pterocallis och familjen långrörsbladlöss. Inga underarter finns listade i Catalogue of Life.